# Kummelnäs
Kummelnäs är en bebyggelse sammanväxt med Stockholm, som utgör den nordöstra delen av Boo i Nacka kommun bestående av något mindre industriområden och villaområden, som från början varit sommarstugeområden. SCB klassade bebyggelsen som en separat tätort vid avgränsningarna från 1960 till 2015 och åter 2018, men sammanväxt med tätorten Stockholm 2015 och från 2020.

## Historia

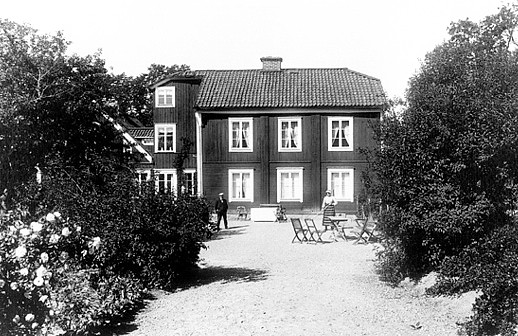
Kummelnäs gård 1889.

Orten har sitt namn efter Kummelnäs gård som är känd sedan 1600-talet och ägdes på 1700-talet av riksrådet Johan Paulinus Lillienstedt och hans ättlingar. Som för så många andra storgårdar i Stockholms närhet var även Kummelnäs gods storhetstid över på 1800-talets slut och stora markområden styckades av främst för bebyggelse med sommarhus. 
År 1910 inrättade advokaten Johan Wiberg ett pensionat och konvalescenthem på gården. 1992 tog en privat entreprenör över hela området om cirka 20 000 m² med avsikt att bygga bostäder. Huvudbyggnaden från 1698 var den sista byggnad i Boo socken som stod kvar från tiden före rysshärjningarna 1719. Huset revs år 1993 och ersattes av en snarlik kopia. Idag ägs gårdens byggnader av en bostadsrättsförening.
På 1820-talet uppfördes en kemisk fabrik, den Vita Längan, vid Kummelnäs. Bakom projektet stod grosshandlaren och kemisten Carl Palmstedt. Fabrikens mest spridda produkt var ättika och anläggningen var en av de få industrier som etablerades i Nackaområdet under 1800-talets första hälft. Produktionen upphörde 1851. Byggnaden finns fortfarande kvar och nyttjas idag som förskola. 
Kummelnäs hade även en optisk telegrafstation som invigdes 1795 och ingick i linjen som sträckte sig från Stockholm (Mosebacke) till Värmdö (Fredriksborg) och vidare mot norra skärgården och Gävle med förgrening till Söderarm och Åland. Telegrafberget som finns invid Halvkakssundet har fått sitt namn från denna station.

### Bebyggelseutvecklingen
År 1899 bildades den Kristna Egnahemsföreningen med byggmästaren Kaspar Höglund som ordföraren. Föreningen förvärvade 1907 ett stort markområde till planläggning med vägar och tomter för medlemmarnas villabyggen. Då trodde man fortfarande att man skulle kunna få en järnvägsförbindelse med Stockholm, som dock inte blev av. De flesta husen var träbyggnader och självbyggen. Vid Föreningsvägen 22, norr om Kummelnäsviken, står ”Villa Vinterbo”, ett av områdets få stenhus, uppfört 1912-1915 av Kasper Höglund för sig och sin familj. På 1930-talet tomtindelades stora områden för bebyggelse med sportstugor. Kummelnäs boende fick 1925 ett eget kapell, Kummelnäs kapell, som byggdes av medlemmarna i Östra Kummelnäs förening för kristlig verksamhet. 1981 övertogs kapellet av Boo församling för sin barnverksamhet.

### Befolkningsutveckling
Mellan år 1990 och 1995 ökade tätortens yta markant. Då införlivades två småorter i Kummelnäs. Dessa var S0313 Hasseludden + Skarpnäs + Rensättra som omfattade 62 hektar i den sydvästra delen av tätorten. Den andra var S0757 Vikingshill som låg i den nordöstra delen av tätorten och omfattade 93 hektar. Båda dessa småorter hade lite drygt 200 invånare. Sedan dess har Kummelnäs yta i stort sett varit oförändrad.
| Befolkningsutvecklingen i Kummelnäs 1950–2018                                                                | Befolkningsutvecklingen i Kummelnäs 1950–2018 | Befolkningsutvecklingen i Kummelnäs 1950–2018 | Befolkningsutvecklingen i Kummelnäs 1950–2018 | Befolkningsutvecklingen i Kummelnäs 1950–2018 |
| --- | --------------------------------------------- | --------------------------------------------- | --------------------------------------------- | --------------------------------------------- |
| |                                               |                                               |                                               |                                               |
| År |                                               |                                               | Folkmängd                                     | Areal (ha)                                    |
| 1950 | 1950                                          |                                               | 387                                           |                                               |
| 1960 | 1960                                          |                                               | 574                                           | 270                                           |
| 1965 | 1965                                          |                                               | 659                                           | 270                                           |
| 1970 | 1970                                          |                                               | 602                                           |                                               |
| 1975 | 1975                                          |                                               | 664                                           |                                               |
| 1980 | 1980                                          |                                               | 693                                           |                                               |
| 1990 | 1990                                          |                                               | 1 018                                         | 280                                           |
| 1995 | 1995                                          |                                               | 2 047                                         | 528                                           |
| 2000 | 2000                                          |                                               | 2 969                                         | 528                                           |
| 2005 | 2005                                          |                                               | 3 360                                         | 529                                           |
| 2010 | 2010                                          |                                               | 3 848                                         | 530                                           |
| 2018 | 2018                                          |                                               | 4 675                                         | 611                                           |
| Anm.: Sammanväxt med Stockholm år 2015. Åter egen tätort år 2018. År 2020 återigen sammanväxt med Stockholm. |                                               |                                               |                                               |                                               |

## Bilder

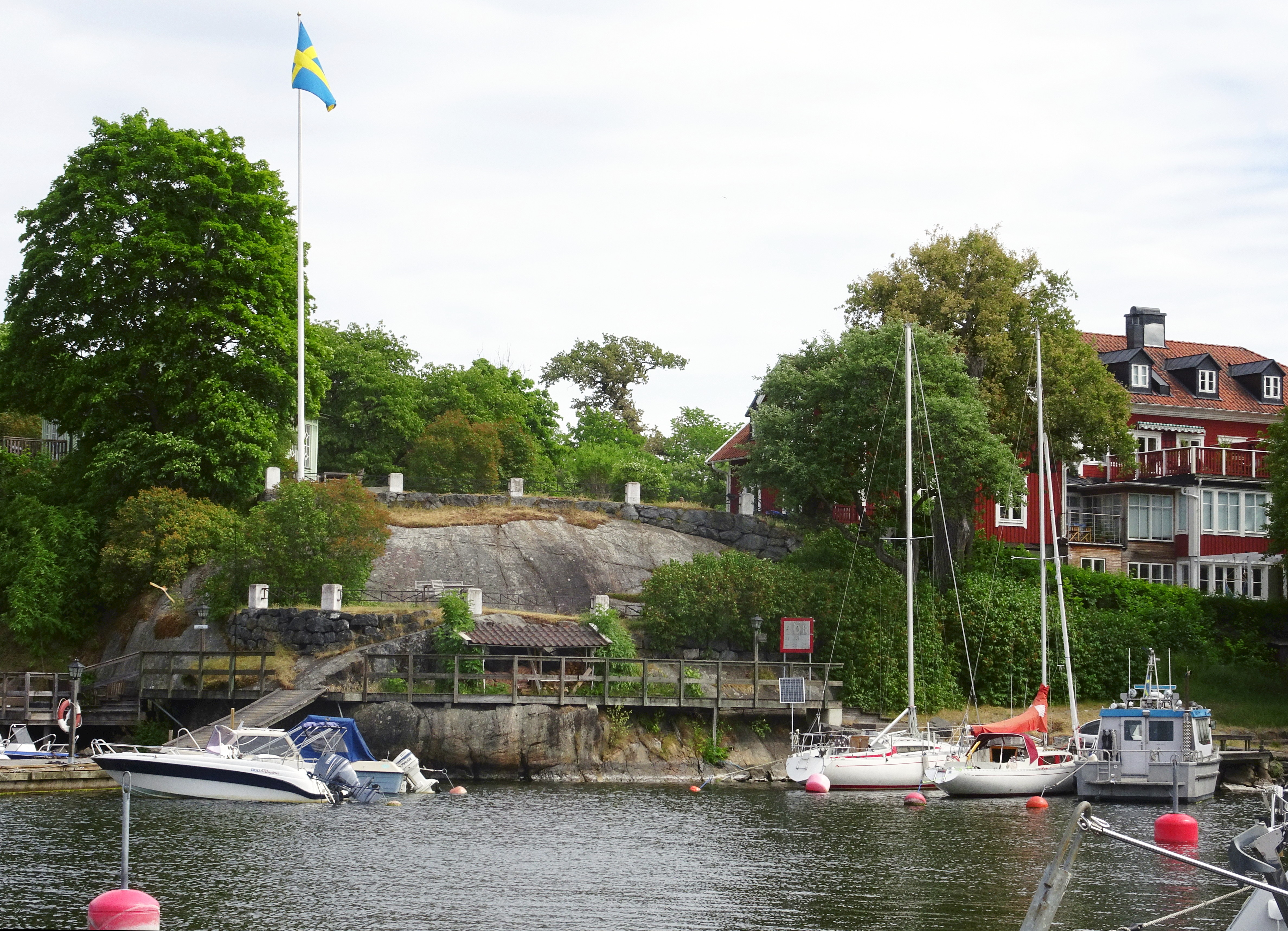
Kummelnäsviken med Kummelnäs gård
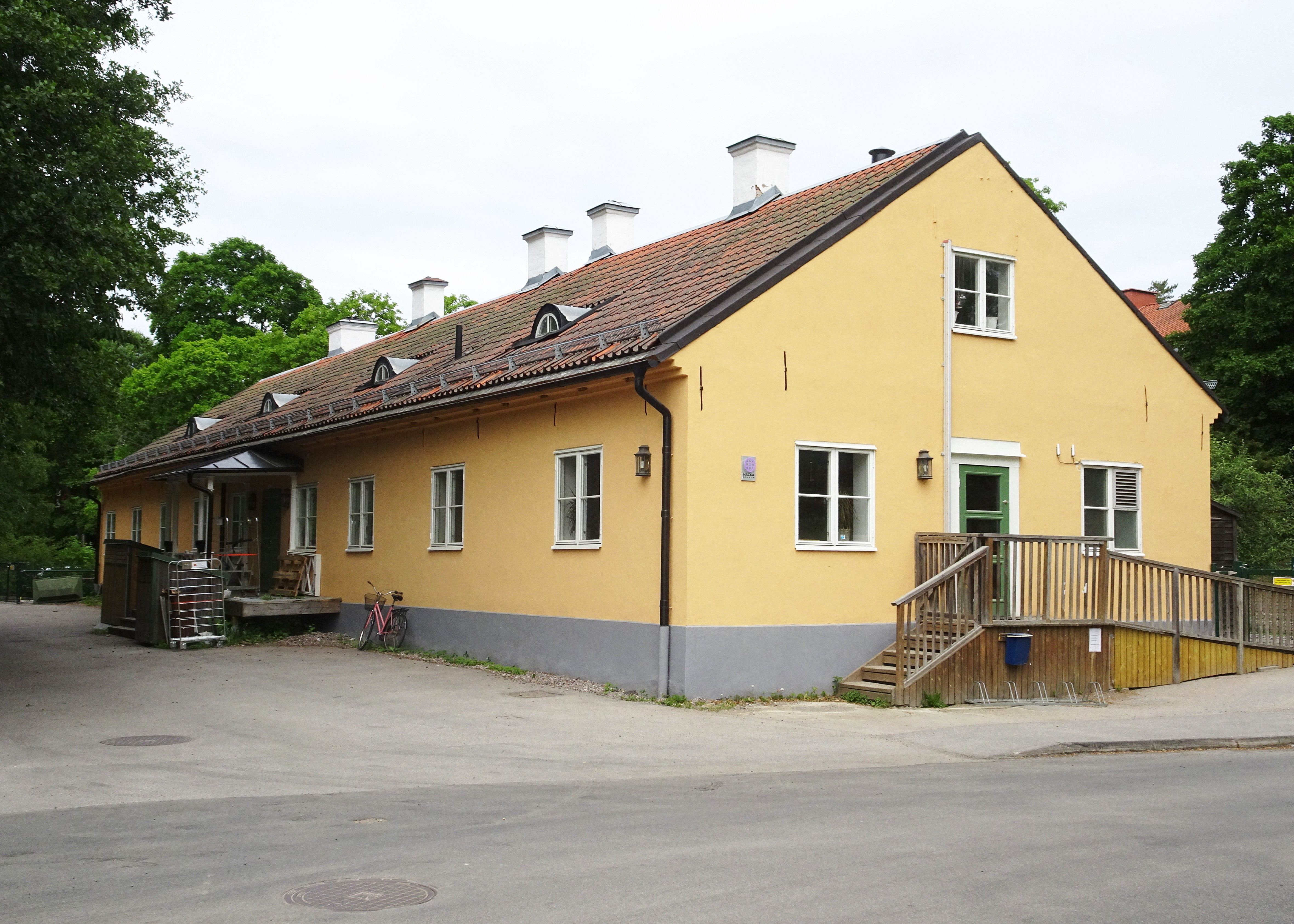
Gamla ättiksfabriken
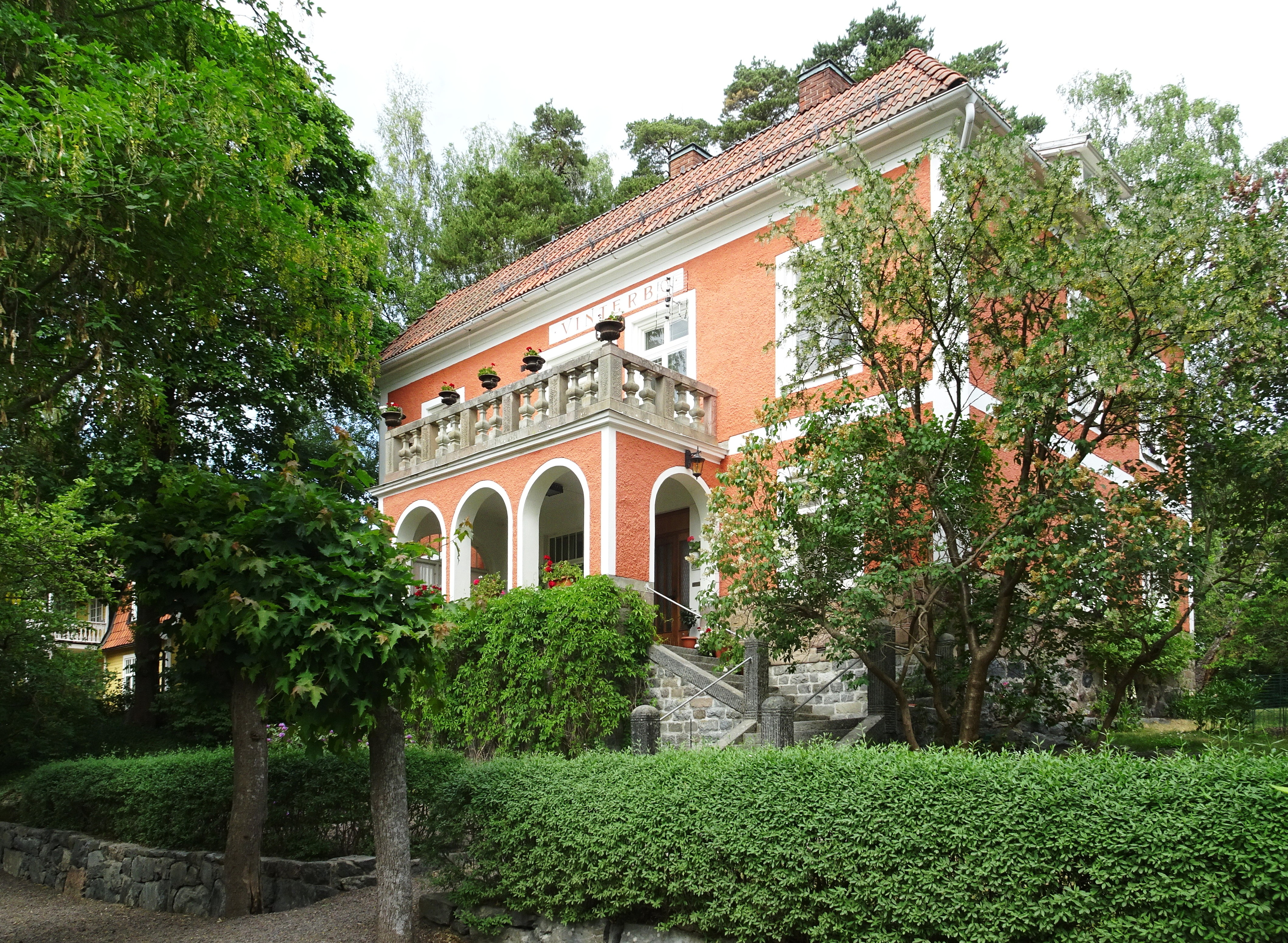
Villa Vinterbo
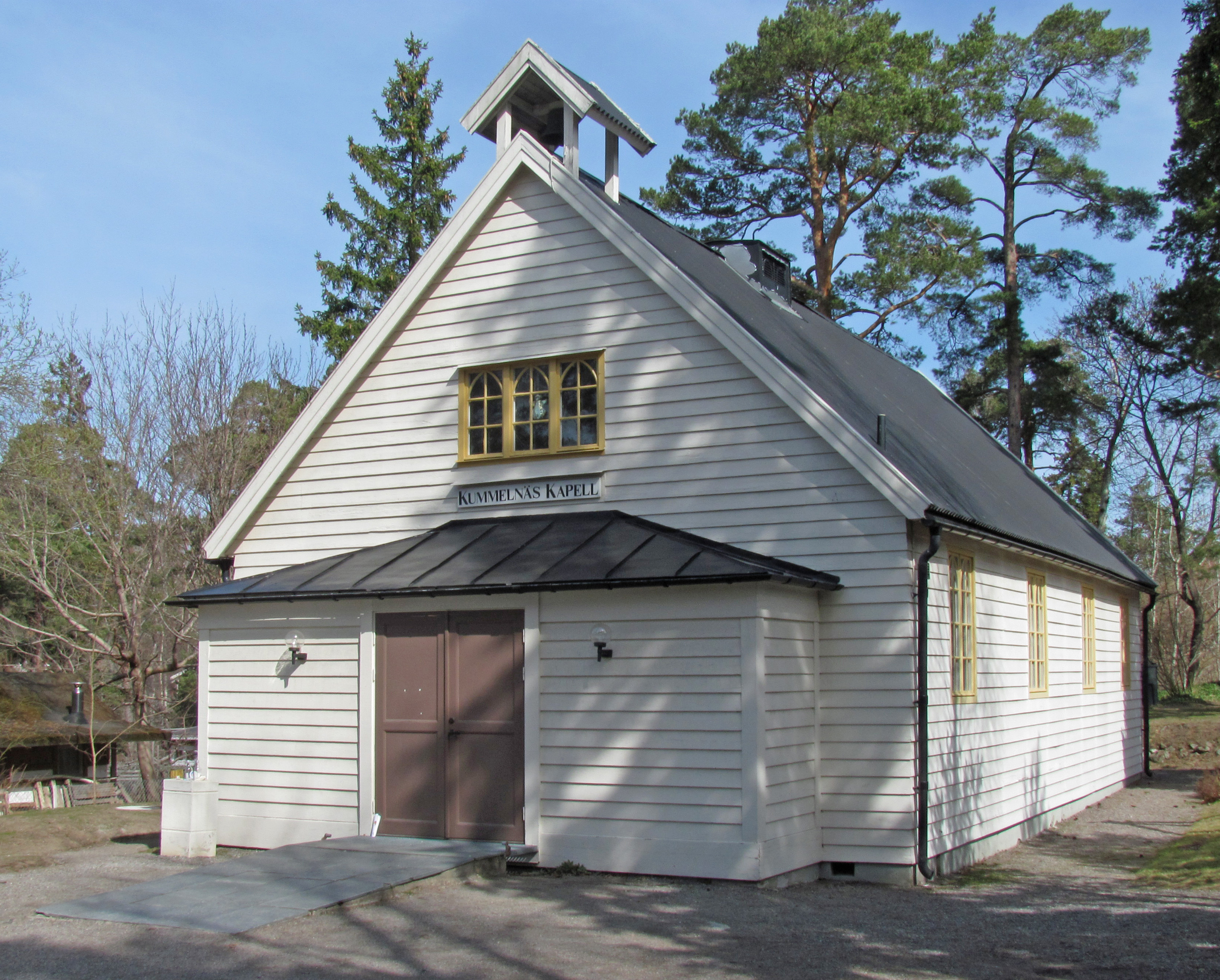
Kummelnäs kapell
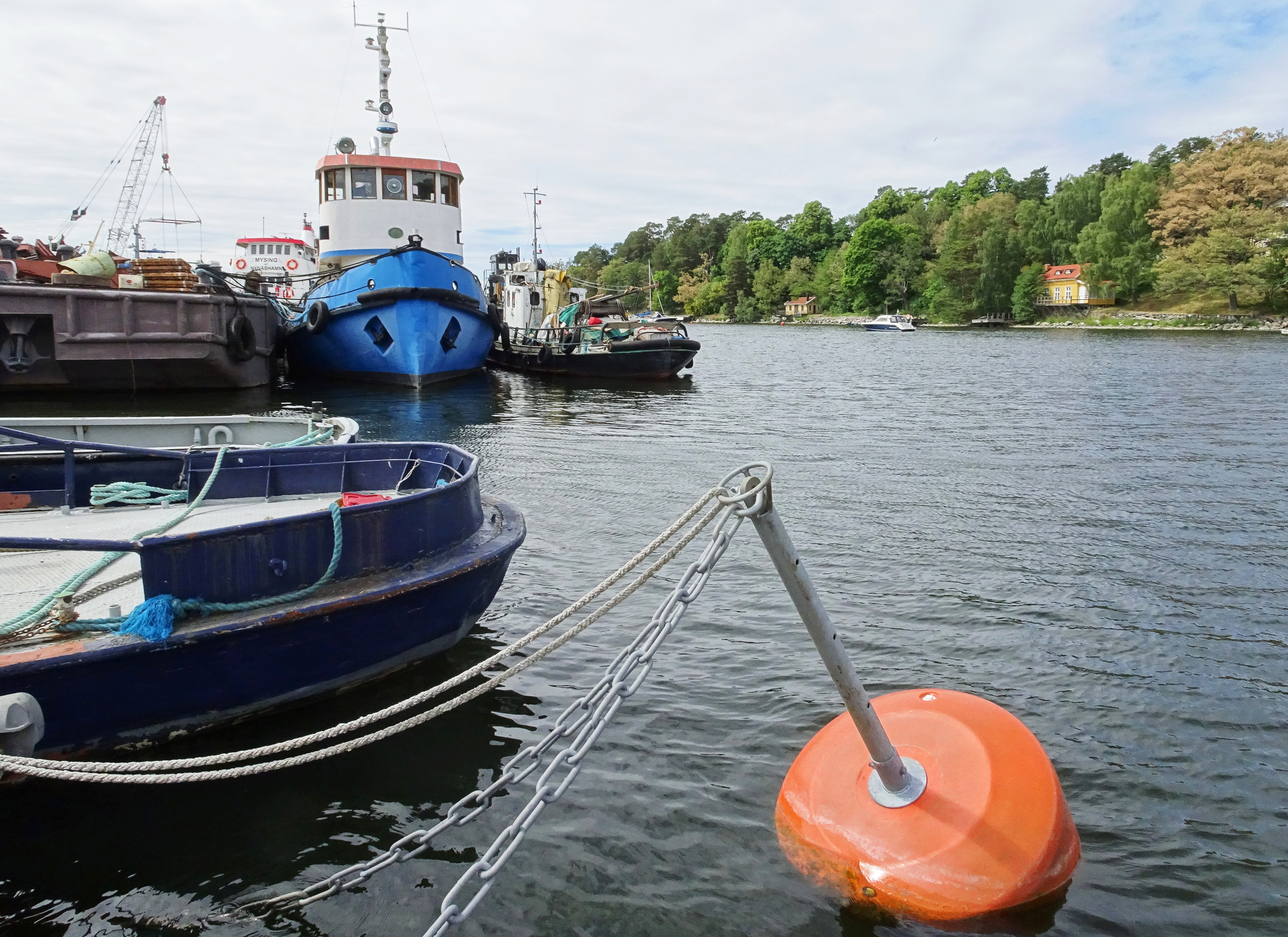
Kummelnäsviken och Kummelnäs varv